# Acrylonitrile styrene acrylate
Acrylonitrile styrene acrylate (ASA), hay còn gọi là acrylic styrene acrylonitrile,là một loại nhựa nhiệt dẻo phát triển như là một dạng thay thế cho acrylonitrile butadiene styrene (ABS), nhưng với sức đề kháng thời tiết được cải thiện, và được sử dụng rộng rãi trong ngành công nghiệp ô tô. Nó được sử dụng cho việc tạo mẫu trong in 3D, nơi khả năng chống tia cực tím và các tính chất cơ học tuyệt vời để sử dụng trong các máy in mô hình lắng đọng nóng chảy.
ASA có cấu trúc rất giống với ABS. Các hạt hình cầu của cao su acrylate liên kết ngang nhẹ (thay vì cao su butadien), hoạt động như một chất bổ trợ tác động, được ghép hóa học với các chuỗi copolymer styren-acrylonitrile, và được nhúng trong ma trận styren-acrylonitrile. Cao su acrylate khác với cao su gốc butadien do không có liên kết đôi, tăng gấp 10 lần khả năng chịu thời tiết và khả năng chống bức xạ cực tím của ABS, khả năng chịu nhiệt lâu dài cao hơn và khả năng kháng hóa chất tốt hơn. ASA có khả năng chống chịu đượcsức ép môi trường tốt hơn đáng kể so với ABS, đặc biệt là rượu và nhiều chất làm sạch. Cao su n-Butyl acrylate thường được sử dụng, nhưng các este khác cũng có thể gặp phải, ví dụ: ethyl hexyl acrylate. Loại thứ hai có nhiệt độ chuyển tiếp lỏng-rắn thấp hơn nhiệt độ trước đây -65 °C so với -45 °C, cung cấp các tính chất nhiệt độ thấp hơn cho vật liệu.
ASA có khả năng chịu thời tiết ngoài trời cao; nó giữ lại độ bóng, màu sắc và tính chất cơ học khi phơi sáng ngoài trời. Nó có khả năng chịu hóa chất và nhiệt tốt, độ bóng cao, chống tĩnh điện tốt, dai và rắn. Nó được sử dụng trong các ứng dụng đòi hỏi chống chịu với thời tiết, ví dụ: các bộ phận bên ngoài của xe, hoặc đồ gỗ ngoài trời.
Tính đến năm 2003, chỉ có vài nhà sản xuất ASA lớn; ví dụ. BASF, General Electric, Bayer, Hitachi và LG Chemicals. Quá trình sản xuất tương tự như ABS, nhưng nó có một số khác biệt và khó khăn chính. Nhu cầu hàng năm vào khoảng năm 2003 là khoảng 1-5% so với ABS.
ASA tương thích với một số loại nhựa khác, cụ thể là polyvinyl chloride và polycacbonat. Hợp kim ASA-PVC đang được sử dụng.
ASA có thể được xử lý bằng cách đùn và đùn nhiều lớp, nhiệt định hình, ép phun, đùn thổi, và đúc khuôn xốp cấu trúc.
ASA hút ẩm nhẹ; có thể cần sấy trước khi chế biến.
ASA có độ co khuôn thấp.
ASA có thể được sử dụng như một chất phụ gia cho các polyme khác, khi sự biến dạng nhiệt của chúng phải giảm xuống.
ASA có thể được đùn đồng thời với các polyme khác, vì vậy chỉ có lớp ASA được tiếp xúc với nhiệt độ cao hoặc thời tiết. ASA lá được sử dụng trong trang trí trong khuôn để hình thành ví dụ tấm bên ngoài xe.
ASA với các hợp chất bạc, thể hiện kháng khuẩn bề mặt của nó bằng hiệu ứng khử trùng của bạc, được giới thiệu ra thị trường vào năm 2008.
ASA có thể được hàn với chính nó hoặc với một số loại nhựa khác. Hàn siêu âm có thể được sử dụng để nối ASA để PVC, ABS, SAN, PMMA, và một số loại khác.
ASA có thể được hàn bằng dung môi, ví dụ: cyclohexan, 1,2-dichloroethane, methylen chloride hoặc 2-butanone. Các dung môi như vậy cũng có thể liên kết ASA với ABS và SAN. Các giải pháp của ASA trong các dung môi này cũng có thể được sử dụng làm chất kết dính.
ASA có thể được dán với cyanoacrylates; nhựa chưa được xử lý có thể gây ra hiện tượng nứt vỡ do ứng suất. ASA tương thích với chất kết dính acrylic. Chất kết dính kỵ khí hoạt động kém với ASA. Epoxies và chất kết dính cao su tổng hợp có thể được sử dụng để liên kết ASA với gỗ và kim loại.
So với polycacbonat, ASA có sức đề kháng cao hơn đối với nứt vỡ do ứng suất môi trường, và có màu vàng cao hơn trong các ứng dụng ngoài trời. So với polypropylene, ASA có độ co rút khuôn thấp hơn (0.5% so với 1.5%), độ cứng, khả năng chống va đập, nhiệt độ biến dạng nhiệt và khả năng chịu thời tiết cao hơn.